# When the Sun Goes Down (album của Selena Gomez & the Scene)
When the Sun Goes Down là album phòng thu thứ ba của ban nhạc Mỹ Selena Gomez & the Scene, phát hành vào 28 tháng 6 năm 2011 bởi hãng đĩa Hollywood.

## Đĩa đơn

### Đĩa đơn chính thức
Đĩa đơn mở đường cho album là, "Who Says" được đồng sáng tác và sản xuất bởi Emanuel Kiriakou, Priscilla Hamilton và được phát hành vào ngày 14 tháng 3 năm 2011. Ca khúc đã được ủng hộ và đánh giá tích cực từ hầu hết các nhà phê bình âm nhạc khi ca ngợi về bản lĩnh của con người trong cuộc sống. Bill Lamb của trang About.com đã đánh giá bài hát là "Bản hit lớn nhất của một trong những ca sĩ Disney trong những năm gần đây." Bài hát đã đạt được nhiều thành công khi ra mắt tại vị trí thứ 24 và đạt đỉnh ở vị trí thứ 21 tại bảng xếp hạng Billboard Hot 100, bán được hơn 1 triệu bản tại Hoa Kỳ và đã được chứng nhận đĩa bạch kim bởi RIAA.. "Who Says" cũng đạt được vị trí 17 ở Canada và 15 tại New Zealand. Đây cũng là đĩa đơn thành công nhất của nhóm tại hai quốc gia này. Ca khúc cũng đã lọt vào top 50 bài hát hay nhất ở Đức và ở Ireland và xuất hiện trong các bản xếp hạnh danh giá ở Anh, Bỉ, Úc, Áo, Thái Lan và cả Việt Nam. Ngày 17 tháng 6, "Love You Like a Love Song", đĩa đơn thứ hai nằm trong album được phát hành.. Gomez cũng đã bắt đầu quay video âm nhạc cho đĩa đơn tiếp theo là "Hit the Lights" trong tháng 9 năm 2011. Video được công chiếu vào tháng 11 năm 2011. Ca khúc đã đạt vị trí 30 bảng xếp hạng hàng đầu tại Bỉ và ra mắt ở vị trí thứ 93 tại Canadian Hot 100. Ngày 29 tháng 5 năm 2012, nhiều tin đồn cho rằng, "My Dilemma" sẽ được Selena Gomez chọn làm đĩa đơn thứ 4, bài hát hiện tại vẫn chưa được chính thức công bố ngày phát hành.

### Đĩa đơn quảng bá
Để chuẩn bị việc phát hành album, hãng thu âm của ban nhạc đã quyết định phát hành hai đĩa đơn quảng bá. Ngày 07 tháng 6 năm 2011, iTunes đã phát hành một vài ca khúc để quảng cáo cho album. Bắt đầu với "Bang Bang Bang" đạt vị trí 94 trong bảng xếp hạngBillboard Hot 100, tiếp theo là "Dices", phiên bản tiếng Tây Ban Nha của "Who Says". "Whiplash" cũng đã được chọn là đĩa đơn tiếp theo.

## Tiếp nhận

### Các ý kiến
| Đánh giá chuyên môn  | Đánh giá chuyên môn |
| Nguồn đánh giá       | Nguồn đánh giá      |
| Nguồn                | Đánh giá            |
| -------------------- | ------------------- |
| Allmusic             |                     |
| Club Fonograma       | (64/100)            |
| Entertainment Weekly | (B+)                |
| OK!                  | (positive)          |
| PopCrush             | (positive)          |
| About.com            |                     |
| Rolling Stone        | [ 20 ]              |

Metacritic cho album một điểm số 64/100 dựa trên 6 ý kiến. Cho đến nay, album đã nhận được nhiều đánh giá khác nhau. Mikael Wood từ Entertainment Weekly viết: "Giọng hát của Selena Gomez có nhiều tiến bộ hơn trong các ca khúc disco điện tử như "Bang Bang Bang" hay "Whiplash", đồng sáng tác bởi Britney Spears. Bill Lamb từ trang About.com đã bình luận rằng: " Đây là một trong những giai điệu pop thông minh, một electropop có khởi sắc, và tràn đầy cảm xúc. Đây là album có giọng hát tốt nhất của Selena Gomez.". Jody Rosen từ Rolling Stone đã viết, "Gomez có thể là một ca sĩ chán nhất trong thế hệ của mình. Cô ấy làm cho Ashley Tisdale dường như giống Lady Gaga."

### Thương mại
When the Sun Goes Down đã được phát hành vào ngày 28 Tháng Sáu năm 2011. Trong tuần 4 tháng 7 năm 2011, album đã ra mắt ở vị trí #4 trên bảng xếp hạng Billboard 200 với doanh số bán ra cao nhất của ban nhạc từ trước đến nay, với 78.000 bản được tiêu thụ trong tuần đầu tiên. Tuần tiếp theo, album tăng số lên vị trí thứ 3, làm cho nó trở thành album biểu đồ cao nhất của ban nhạc. Tại Canada, album ra mắt ở vị trí #2 trên bảng xếp hạng Canadian Albums Chart, bán được 9.000 bản trong tuần đầu tiên của nó. Album đã ra mắt tại Tây Ban Nha ở vị trí thứ 2 trên bảng xếp hạng Spanish Albums Chart.. Album đạt vị trí đó trong ba tuần, trong tuần đầu tiên, tuần thứ năm và thứ sáu trên bảng xếp hạng. Tại Bỉ, album ra mắt ở vị trí số 21 trên bảng xếp hạng Belgian Albums Chart và nhảy vọt lên vị trí cao nhất là thứ 6. Album ra mắt và đạt vị trí thứ 6 ở Mexico. Album ra mắt ở vị trí trong số 16 Na Uy và đã tăng lên vị trí cao nhất là thứ 6 trong tuần lễ thứ tám. Trong tháng 11 năm 2011., album tăng doanh số bán hàng đến 248% doanh số bán hàng thường xuyên của nó và đã bán được 500.000 bản tại Mỹ và đã được chính thức xác nhận vàng bởi RIAA vào 17 tháng 11 năm 2011.

## Danh sách ca khúc
| STT              | Nhan đề                                        | Sáng tác                                                        | Sản xuất                        | Thời lượng |
| ---------------- | ---------------------------------------------- | --------------------------------------------------------------- | ------------------------------- | ---------- |
| 1.               | "Love You Like a Love Song"                    | Antonina Armato, Tim James, Adam Schmalholz                     | Rock Mafia, Devrim Karaoglu*    | 3:08       |
| 2.               | "Bang Bang Bang"                               | Toby Gad, Meleni Smith, Priscilla Hamilton                      | Gad                             | 3:15       |
| 3.               | "Who Says"                                     | Emanuel Kiriakou, Hamilton                                      | Kiriakou                        | 3:16       |
| 4.               | "We Own the Night" (hợp tác với Pixie Lott)    | Gad, Lott                                                       | Gad                             | 3:47       |
| 5.               | "Hit the Lights"                               | Leah Haywood, Daniel James, Tony Nilsson                        | Dreamlab                        | 3:14       |
| 6.               | "Whiplash"                                     | Greg Kurstin, Nicole Morier, Britney Spears                     | Kurstin                         | 3:40       |
| 7.               | "When the Sun Goes Down"                       | Selena Gomez, Joey Clement, Steve Sulikowski, Stefan Abingdon   | Abingdon                        | 3:16       |
| 8.               | "My Dilemma"                                   | Armato, James, Karaoglu                                         | Rock Mafia, Karaoglu*           | 3:10       |
| 9.               | "That's More Like It"                          | Josh Alexander, Billy Steinberg, Katy Perry                     | Alexander, Steinberg            | 3:09       |
| 10.              | "Outlaw"                                       | Gomez, Armato, James, Thomas Armato Sturges                     | Rock Mafia, Karaoglu*, Sturges* | 3:22       |
| 11.              | "Middle of Nowhere"                            | Espen Lind, Amund Bjorklund, Sandy Wilhelm, Carmen Michelle Key | Sandy Vee, Espionage            | 3:27       |
| 12.              | "Dices" (bản tiếng Tây Ban Nha của "Who Says") | Kiriakou, Hamilton; Edgar Cortazar, Mark Portmann               | Kiriakou                        | 3:16       |
| Tổng thời lượng: | Tổng thời lượng:                               | Tổng thời lượng:                                                | Tổng thời lượng:                | 39:53      |

| Ca khúc tặng kèm ở Target/Asda | Ca khúc tặng kèm ở Target/Asda                                | Ca khúc tặng kèm ở Target/Asda                  | Ca khúc tặng kèm ở Target/Asda |
| STT                            | Nhan đề                                                       | Sáng tác                                        | Thời lượng                     |
| ------------------------------ | ------------------------------------------------------------- | ----------------------------------------------- | ------------------------------ |
| 13.                            | "Fantasma de Amor" (bản tiếng Tây Ban Nha của "Ghost of You") | Edgar Cortazar, Ernesto Cortazar, Mark Portmann | 3:24                           |
| 14.                            | "A Year Without Rain" (Dave Audé Radio Remix)                 | Toby Gad, Lindy Robbins                         | 4:00                           |
| 15.                            | "Who Says" (Bimbo Jones Radio Remix)                          | Kiriakou, Renea                                 | 2:51                           |
| 16.                            | "Who Says" (Dave Audé Radio Remix)                            | Kiriakou, Renea                                 | 3:35                           |

| Bản đặc biệt | Bản đặc biệt                                                        | Bản đặc biệt |
| STT          | Nhan đề                                                             | Thời lượng   |
| ------------ | ------------------------------------------------------------------- | ------------ |
| 13.          | "Love You Like a Love Song" (Dave Audé Radio Mix)                   | 3:17         |
| 14.          | "Love You Like a Love Song" (Dave Audé Club Mix)                    | 6:28         |
| 15.          | "Love You Like a Love Song" (Jump Smokers Radio Remix)              | 4:11         |
| 16.          | "Love You Like a Love Song" (Jump Smokers Club Remix)               | 4:36         |
| 17.          | "Love You Like a Love Song" (DJ Escape & Tony Coluccio Radio Remix) | 3:16         |
| 18.          | "Love You Like a Love Song" (DJ Escape & Tony Coluccio Club Remix)  | 6:38         |
| 19.          | "Love You Like a Love Song" (Mixin Marc & Tony Svejda Radio Remix)  | 3:59         |
| 20.          | "Love You Like a Love Song" (Mixin Marc & Tony Svejda Club Remix)   | 5:49         |

| Video tặng kèm ở iTunes Anh | Video tặng kèm ở iTunes Anh              | Video tặng kèm ở iTunes Anh |
| STT                         | Nhan đề                                  | Thời lượng                  |
| --------------------------- | ---------------------------------------- | --------------------------- |
| 13.                         | "Love You Like a Love Song" (Hậu trường) | 3:54                        |

| Bản ở Nhật | Bản ở Nhật                                          | Bản ở Nhật                                                             | Bản ở Nhật |
| STT        | Nhan đề                                             | Sáng tác                                                               | Thời lượng |
| ---------- | --------------------------------------------------- | ---------------------------------------------------------------------- | ---------- |
| 13.        | "Who Says" (Dave Audé Radio Remix)                  | Emanuel Kiriakou, Renea                                                | 3:33       |
| 14.        | "Round & Round" (7th Heaven Radio Mix)              | Kevin Rudolf, Andrew Bolooki, Fefe Dobson, Jeff Halavacs, Jacob Kasher | 3:42       |
| 15.        | "A Year Without Rain" (Fascination Club Radio Edit) | Lindy Robbins, Toby Gad                                                | 3:50       |

| Bản DVD vđặc biệt ở Nhật | Bản DVD vđặc biệt ở Nhật                  | Bản DVD vđặc biệt ở Nhật |
| STT                      | Nhan đề                                   | Thời lượng               |
| ------------------------ | ----------------------------------------- | ------------------------ |
| 1.                       | "Who Says" (Music Video)                  | 3:21                     |
| 2.                       | "Love You Like a Love Song" (Music Video) | 3:41                     |

| Bản ở Canada | Bản ở Canada                       | Bản ở Canada       | Bản ở Canada |
| STT          | Nhan đề                            | Sáng tác           | Thời lượng   |
| ------------ | ---------------------------------- | ------------------ | ------------ |
| 12.          | "Who Says" (SmashMode Radio Remix) | Kiriakou, Hamilton | 3:21         |

(*) đồng sản xuất

## Xếp hạng và chứng nhận
| Bảng xếp hạng (2011)            | Vị trí cao nhất |
| ------------------------------- | --------------- |
| Australian Albums Chart         | 14              |
| Austrian Albums Chart           | 11              |
| Belgian Albums Chart (Flanders) | 6               |
| Belgian Albums Chart (Wallonia) | 26              |
| Canadian Albums Chart           | 2               |
| Czech Albums Chart              | 18              |
| Danish Albums Chart             | 22              |
| French Albums Chart             | 47              |
| German Albums Chart             | 18              |
| Greek Albums Chart              | 39              |
| Irish Albums Chart              | 13              |
| Italian Albums Chart            | 10              |
| Japanese Albums Chart           | 40              |
| Mexican Albums Chart            | 6               |
| New Zealand Albums Chart        | 8               |
| Norwegian Albums Chart          | 6               |
| Polish Albums Chart             | 11              |
| Portuguese Albums Chart         | 10              |
| Scottish Albums Chart           | 15              |
| Spanish Albums Chart            | 2               |
| Swiss Albums Chart              | 27              |
| UK Albums Chart                 | 15              |
| Mỹ Billboard 200                | 3               |

| Bảng xếp hạng (2011) | Vị trí |
| -------------------- | ------ |
| Mỹ Billboard 200     | 76     |

| Quốc gia    | Chứng nhận |
| ----------- | ---------- |
| Canada      | Bạch kim   |
| México      | Vàng       |
| Phần Lan    | Bạch kim   |
| Tây Ban Nha | Bạch kim   |
| Mỹ          | Vàng       |

## Lịch sử phát hành
| Quốc gia     | Ngày                     | Bản (Định dạng)                             | Catalog       | Hãng đĩa            |
| ------------ | ------------------------ | ------------------------------------------- | ------------- | ------------------- |
| Úc           | ngày 21 tháng 6 năm 2011 | Standard edition (CD / tải kĩ thuật số)     | 2874897       | Hollywood Records   |
| Úc           | ngày 21 tháng 6 năm 2011 | Deluxe edition (CD / tải kĩ thuật số)       | 2874898       | Hollywood Records   |
| Bỉ           | ngày 21 tháng 6 năm 2011 | Standard edition (Digital download)         | —             | Universal Music     |
| Trung Quốc   | ngày 21 tháng 6 năm 2011 | Standard edition (CD)                       | —             | Universal Music     |
| Pháp         | ngày 21 tháng 6 năm 2011 | Standard edition (CD / tải kĩ thuật số)     | —             | Universal Music     |
| Pháp         | ngày 21 tháng 6 năm 2011 | Deluxe edition (Tải kĩ thuật số)            | —             | Universal Music     |
| Áo           | ngày 24 tháng 6 năm 2011 | Standard edition (Tải kĩ thuật số)          | —             | Universal Music     |
| Cộng hòa Séc | ngày 24 tháng 6 năm 2011 | Standard edition (CD / tải kĩ thuật số)     | 0680598687847 | Universal Music     |
| Cộng hòa Séc | ngày 24 tháng 6 năm 2011 | Deluxe edition (Tải kĩ thuật số)            | —             | Universal Music     |
| Đức          | ngày 24 tháng 6 năm 2011 | Standard edition (CD)                       | —             | Universal Music     |
| Ireland      | ngày 27 tháng 6 năm 2011 | Standard edition (CD / tải kĩ thuật số)     | —             | Hollywood Records   |
| Ireland      | ngày 27 tháng 6 năm 2011 | Deluxe edition (CD / tải kĩ thuật số)       | —             | Hollywood Records   |
| New Zealand  | ngày 28 tháng 6 năm 2011 | Standard edition (Tải kĩ thuật số)          | —             | Hollywood Records   |
| Mỹ           | ngày 28 tháng 6 năm 2011 | Standard edition (CD / tải kĩ thuật số)     | 579498939478  | Hollywood Records   |
| Mỹ           | ngày 28 tháng 6 năm 2011 | Deluxe edition (CD / tải kĩ thuật số)       | 579498939414  | Hollywood Records   |
| Anh          | ngày 28 tháng 6 năm 2011 | Standard edition (Tải kĩ thuật số)          | —             | Fascination Records |
| Anh          | ngày 28 tháng 6 năm 2011 | Deluxe edition (Tải kĩ thuật số)            | —             | Fascination Records |
| Canada       | ngày 28 tháng 6 năm 2011 | Standard edition (CD)                       | —             | Hollywood Records   |
| Hà Lan       | ngày 12 tháng 7 năm 2011 | Standard edition (CD)                       | —             | Universal Music     |
| Hà Lan       | ngày 12 tháng 7 năm 2011 | Deluxe edition (CD)                         | —             | Universal Music     |
| Nhật         | ngày 12 tháng 7 năm 2011 | Standard edition (CD / tải kĩ thuật số)     | UICH3786      | Avex Trax           |
| Nhật         | ngày 5 tháng 8 năm 2011  | Deluxe edition (CD / DVD / tải kĩ thuật số) | UICH5993      | Avex Trax           |